# Nghĩa vụ quân sự tại Đài Loan

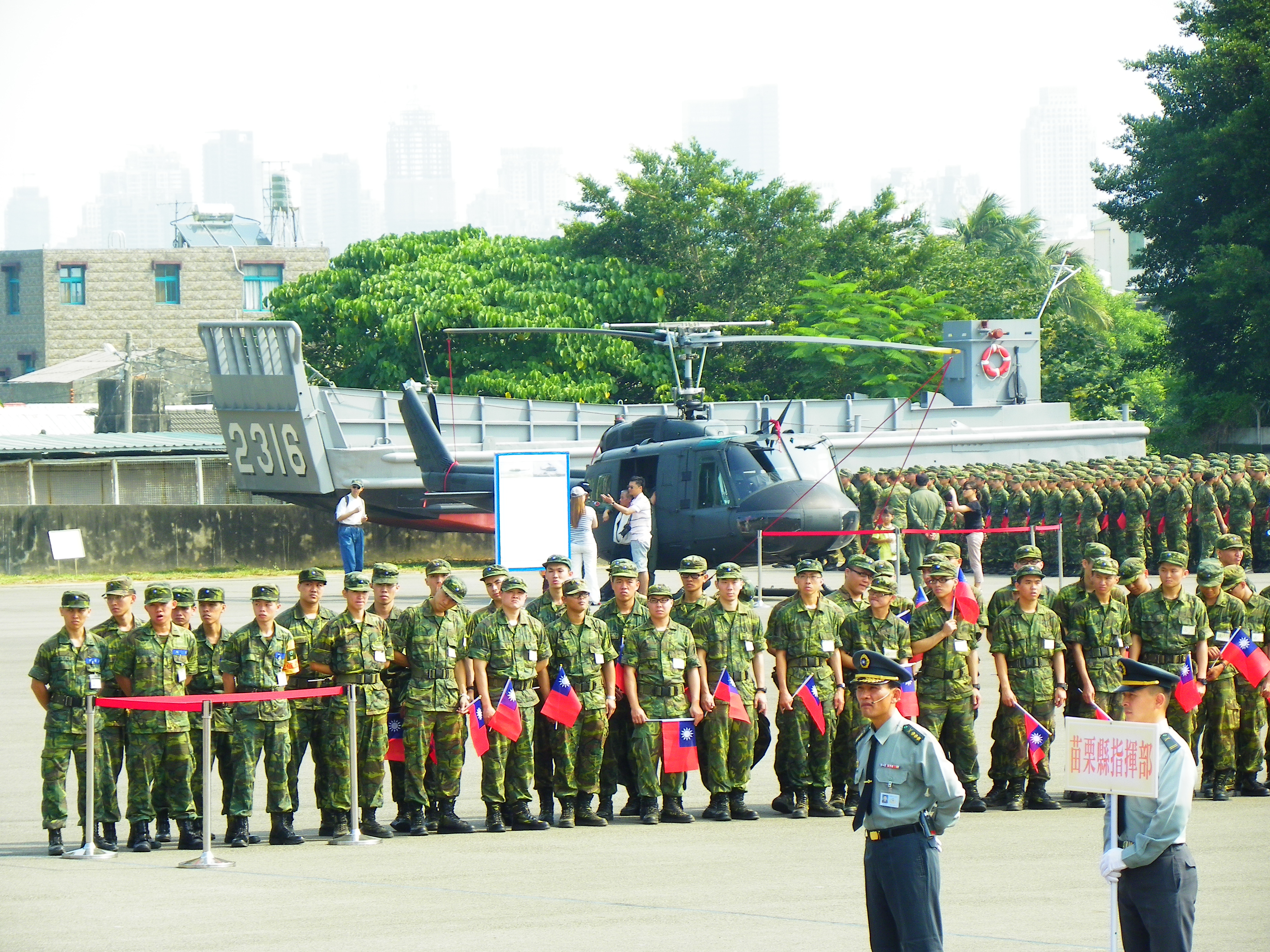
Một nhóm tân binh người Đài Loan.

Trung Hoa Dân Quốc (tức Đài Loan) vẫn luôn duy trì chế độ quân dịch bắt buộc với tất cả nam giới đủ điều kiện trong độ tuổi nhập ngũ kể từ năm 1951. Chính phủ Đài Loan ban đầu dự kiến sẽ chấm dứt chính sách này vào năm 2014, tuy nhiên việc bãi bỏ chế độ nghĩa vụ quân sự bắt buộc vẫn còn khá nhiều tranh cãi bên trong xã hội Đài Loan, và do đó đến giờ chính phủ vẫn chưa đưa ra được lịch trình chắc chắn về việc bãi bỏ này. Phụ nữ từ các hòn đảo xa của tỉnh Phúc Kiến, nơi gần nhất về mặt địa lý với Trung Quốc đại lục, cũng được yêu cầu phục vụ trong vai trò phòng vệ dân sự, mặc dù yêu cầu này đã được bãi bỏ kể từ khi thiết quân luật được bãi bỏ. Mặc dù phần lớn tất cả các vị trí nhập ngũ trong Quốc quân Trung Hoa Dân Quốc đã và đang chiếm số lượng lớn những người thuộc diện nhập ngũ, chính phủ có ý định mở rộng dần số lượng binh sĩ tình nguyện với mục tiêu cuối cùng là thành lập một quân đội tình nguyện. Tuy nhiên, ngay cả sau đó sẽ có khóa đào tạo cơ bản bắt buộc cho tất cả nam giới đủ 18 tuổi. Những năm gần đây cũng đã chứng kiến sự gia tăng các lựa chọn nghĩa vụ dành cho những người nhập ngũ, bao gồm nghĩa vụ thay thế với Bộ Nội vụ (MOI), cũng như các lựa chọn nghĩa vụ chuyên biệt cho những quân nhân trong các ngành nghề cụ thể. Quy trình nhập ngũ được đưa ra theo Đạo luật Nghĩa vụ Quân sự của Trung Hoa Dân Quốc dưới sự bảo trợ của Cơ quan Nghĩa vụ Quốc gia của MOI cũng như theo Điều 20 của Hiến pháp Trung Hoa Dân Quốc.
Bộ Quốc phòng Trung Hoa Dân Quốc thông báo nếu quân tình nguyện nhập ngũ đạt đủ số lượng, thời hạn phục vụ bắt buộc của những người nhập ngũ sẽ được rút ngắn xuống còn 14 tháng vào năm 2007. Thời hạn sẽ được rút ngắn hơn nữa xuống còn 12 tháng vào năm 2009.
Vào ngày 10 tháng 3 năm 2009, Bộ trưởng Bộ Quốc phòng Trần Tiểu Mẫn cho biết vào cuối năm 2014 Đài Loan sẽ có một lực lượng quân sự tình nguyện. Quá trình bãi bỏ nghĩa vụ sẽ bắt đầu vào năm 2010 và đến cuối năm 2014, tất cả lực lượng tình nguyện viên sẽ thay thế các lính nghĩa vụ. Những cá nhân muốn tham gia phải có trình độ học vấn tối thiểu trung học và những người không tình nguyện nhập ngũ sẽ phải hoàn thành bốn tháng huấn luyện quân sự. Vào năm 2012, có thông tin cho rằng từ năm 2013 trở đi, những quân nhân sinh từ ngày 1 tháng 1 năm 1994 trở đi sẽ chỉ cần huấn luyện quân sự 4 tháng và sẽ không còn phải phục vụ 1 năm nghĩa vụ quân sự nữa, và chính phủ hướng tới thay thế tất cả lính nghĩa vụ phục vụ bằng tình nguyện viên vào cuối năm 2014. Tuy nhiên, thời gian biểu này đã bị lùi từ năm 2013 đến cuối năm 2016.
Nếu chính sách này không thay đổi, mặc dù Trung Hoa Dân Quốc sẽ có một lực lượng chuyên nghiệp thuần tình nguyện, mọi nam giới sẽ vẫn phải nhập ngũ để được huấn luyện quân sự 4 tháng. Do đó, sau năm 2016, nghĩa vụ quân sự bắt buộc sẽ được thực hiện tại Trung Hoa Dân Quốc.
Đạo luật Nghĩa vụ Quân sự của Trung Hoa Dân Quốc được ban hành lần đầu tiên vào năm 1933 (khi đảo Đài Loan, bao gồm cả Bành Hồ, chưa thuộc Trung Hoa Dân Quốc), với sửa đổi mới nhất vào năm 2011. Đạo luật Thực thi Đạo luật Nghĩa vụ Quân sự lần đầu tiên được ban hành vào năm 1947, khi chính phủ đang chiến đấu với Đảng Cộng sản Trung Quốc trên khắp Trung Quốc.
Từ tháng 2 năm 2013, những người sinh từ ngày 1 tháng 1 năm 1994 trở đi chỉ cần thực hiện nghĩa vụ quân sự trong 4 tháng. Đến cuối tháng 12 năm 2018, những người lính nghĩa vụ cuối cùng thực hiện nghĩa vụ 1 năm được xuất ngũ. Kể từ năm 2019, hình thức "tự nguyện kết hợp với nghĩa vụ" được áp dụng.
Từ tháng 1 năm 2024, những người sinh từ ngày 1 tháng 1 năm 2005 trở đi sẽ phải thực hiện nghĩa vụ quân sự thường xuyên trong 1 năm, còn những người sinh từ năm 1994 đến 2004 vẫn sẽ thực hiện nghĩa vụ quân sự thường xuyên trong 4 tháng.

## Lịch sử
Ban đầu, Lục quân Trung Hoa Dân Quốc áp dụng chế độ quân dịch bắt buộc dành cho nam giới ở những vùng mà họ kiểm soát nhằm gia sức chiến đấu chống lại quân Nhật. Nghĩa vụ quân sự bắt buộc được đưa vào Đài Loan kể từ năm 1951. Từ năm 1954, phần lớn quân nhân phục vụ 2 năm. Lính hải quân, không quân và lính đặc nhiệm phục vụ 3 năm. Năm 1981, tất cả các quân nhân phục vụ 2 năm. Năm 1991, thời gian nghĩa vụ quân sự được rút xuống còn 22 tháng và có thêm lựa chọn nghĩa vụ quân sự thay thế. Từ năm 2004 đến 2007, thời gian nghĩa vụ quân sự bắt buộc giảm 2 tháng mỗi năm cho đến khi còn 1 năm kể từ năm 2008. Thời gian nghĩa vụ quân sự cho công dân nam sinh từ năm 1994 trở đi được giảm xuống còn 1 năm kể từ năm 2013. Nhóm nhập ngũ cuối cùng theo diện bắt buộc đã xuất ngũ vào tháng 12 năm 2018. Tuy nhiên, các nguồn tin khác nói rằng việc nhập ngũ không chính thức nếu không muốn nói là về mặt kỹ thuật vẫn tồn tại do việc chuyển đổi sang lực lượng toàn tình nguyện đã không thành công trong việc tuyển dụng đủ lính tình nguyện để đáp ứng các nhu cầu phòng thủ.

## Điều kiện
Nam công dân Trung Hoa Dân Quốc bắt buộc phải thực hiện nghĩa vụ quân sự. Một người đàn ông 18 tuổi bắt đầu tuổi nghĩa vụ quân sự từ ngày 1 tháng 1 năm sau và kết thúc vào ngày 31 tháng 12 của năm người đó tròn 36 tuổi, được gọi là tuổi nghĩa vụ của nam giới.

## Các lựa chọn phục vụ
Các lựa chọn bắt buộc sau có từ tháng 1 năm 2006:
- Nghĩa vụ quân sự nhập ngũ (士兵役): 12 tháng tại ngũ tại một trong bốn chi nhánh của Quốc quân Trung Hoa Dân Quốc.
- Nghĩa vụ thay thế (替代役): 12 tháng và 15 ngày làm công việc liên quan đến an ninh công cộng hoặc nghĩa vụ cộng đồng theo Bộ Nội vụ, thường là trong cảnh sát, sở cứu hỏa, phòng khám công, văn phòng chính quyền địa phương, hoặc làm giáo viên ở các vùng nông thôn. Những nơi đóng quân khác nhau chỉ dành cho quân nhân có trình độ chuyên môn liên quan.[12]
- Nghĩa vụ quốc phòng (國防役): Dành cho quân nhân có bằng cấp cao, đặc biệt trong lĩnh vực khoa học và kỹ thuật, những người sau khi được tuyển chọn có 3 tháng đào tạo sĩ quan với mục đích là một sĩ quan trong lực lượng dự bị, sau đó là 4 năm làm việc trong chính phủ hoặc cơ sở nghiên cứu học thuật như Academia Sinica hoặc Viện Nghiên cứu Công nghệ Công nghiệp [en].

Theo Cơ quan Quân dịch Quốc gia, công dân nam sinh từ ngày 1 tháng 1 năm 1994 trở đi sẽ chỉ phải phục vụ 4 tháng ở Nghĩa vụ quân sự nhập ngũ hoặc 6 tháng ở Nghĩa vụ thay thế. 4 tháng nghĩa vụ quân sự nhập ngũ có thể được chia nhỏ thành 2 phiên của chương trình đào tạo kéo dài 2 tháng.

## Quá trình
Quá trình nghĩa vụ quân sự gồm 4 bước:
1. Điều tra đăng ký nghĩa vụ quân sự: Phỏng vấn do các bộ phận nghĩa vụ của các văn phòng chính quyền địa phương tiến hành để xác định nền tảng giáo dục của người công dân cũng như bất kỳ kỹ năng đặc biệt nào (ví dụ: thông thạo ngoại ngữ), thường diễn ra vào sinh nhật lần thứ 19 của nam quốc gia Trung Hoa Dân Quốc hoặc định kỳ khi người đó đăng ký (hoặc thay đổi) nơi cư trú tại các vùng lãnh thổ do Trung Hoa Dân Quốc quản lý khi còn tuổi nhập ngũ nhưng chưa được nhập ngũ. Học tập và các trường hợp hoãn khác có thể được chấp thuận vào thời điểm này nếu công dân đủ điều kiện. Nếu công dân không đủ điều kiện để được hoãn thì sẽ được lên lịch khám sức khỏe. Công dân cũng có thể nộp đơn xin vào nghĩa vụ thay thế hoặc nghĩa vụ quốc phòng tại thời điểm này. Trong trường hợp sau này, công dân sẽ phải thành công tại một hội đồng tuyển chọn sĩ quan để có nơi đóng quân mong muốn, sau đó người đó sẽ tiếp tục trực tiếp đến trường đào tạo sĩ quan sau khi hoàn thành bài kiểm tra sức khỏe.
2. Kiểm tra sức khỏe: Công dân trải qua một cuộc kiểm tra sức khỏe toàn diện tại một bệnh viện được Bộ Y tế phê duyệt. Thể lực được xếp theo ba cấp độ, A, B và C, với cấp độ A và B được coi là đủ sức khỏe để thực hiện nghĩa vụ quân sự.
3. Bốc thăm: Những người trúng tuyển phù hợp với nghĩa vụ quân sự sau đó bốc thăm để xác định xem họ sẽ phục vụ trong lục quân, hải quân, không quân hay thủy quân lục chiến (sĩ quan cảnh sát quân sự được chọn từ những người đăng ký của quân đội). Cơ hội rút thăm cho mỗi dịch vụ là không bằng nhau vì lục quân nói chung là đơn vị có khả năng cao nhất, trung cấp hải quân và không quân và thủy quân lục chiến là ít có khả năng nhất.
4. Đào tạo cơ bản: Sau khi được chỉ định một nhánh nghĩa vụ, quân nhân sẽ được ấn định một ngày để bắt đầu đào tạo cơ bản, sau đó quân nhân sẽ bắt đầu phục vụ tại ngũ.[12]